# Glazart
Glazart est une salle de concert et un club à Paris.

## La salle

### Période fondatrice (1992–2005)
Glaz’art est créé en 1992 par Stéphane Vatinel, avec une équipe artistique et technique réunie autour d’un projet pluridisciplinaire, dans le 19e arrondissement de Paris. Le lieu s’installe initialement au 93 rue de Meaux, dans un local mis à disposition via un bail précaire. Très tôt, Glaz’art se donne pour objectif de faire dialoguer différentes formes artistiques : concerts, expositions, performances, projections et théâtre expérimental.
En 1997, la structure emménage avenue de la Porte de la Villette, dans une ancienne gare routière Eurolines reconvertie en espace culturel. Le projet prend une nouvelle ampleur, Glaz’art y développe un véritable écosystème de création : une salle de diffusion, trois ateliers de résidences, un département vidéo, une salle de projection et une programmation hebdomadaire.
Entre 1992 et 2003, Glaz’art organise plus de 1 200 concerts, 600 événements musicaux, 100 expositions et 4 festivals annuels. Le lieu accueille plus de 300 000 visiteurs sur cette période, avec une fréquentation de 50 000 personnes par an. Il emploie jusqu’à 25 salarié·es permanents et fonctionne à 90 % sur fonds propres, avec une aide publique limitée à moins de 10 % du budget.
Glaz’art joue un rôle structurant dans la promotion des musiques actuelles en Île-de-France. Il est l’un des premiers lieux parisiens à accueillir des artistes émergents qui deviendront par la suite reconnus : Bénabar, Tryo, Dionysos, Mickey 3D, Eiffel, Tahiti 80, Tété, Arthur H, Keziah Jones, ou La Rue Kétanou y font leurs premiers concerts à Paris.
La programmation, à la fois pluridisciplinaire et engagée, donne naissance à plusieurs festivals, parmi lesquels :
- Le Périph Summer Festival (électro – été),
- Des Inaperçus (découverte pop-rock),
- Noites do Brasil (musiques latines),
- Le Télérama Dub Festival (en partenariat avec Télérama),
- des cycles audiovisuels thématiques (Cronenberg Party, David Lynch Party, etc.).

En parallèle, Glaz’art accueille des artistes en résidence dans ses ateliers, soutient la production vidéo indépendante (plus de 150 captations et reportages réalisés), et initie des rencontres professionnelles avec les labels, éditeurs et tourneurs.
En 2004, confronté à une forte augmentation du loyer (+70 % depuis 1996) et à une réduction des subventions (-20 %), Glaz’art annonce l’interruption de sa programmation à compter du 31 décembre. Une importante mobilisation citoyenne est organisée le 8 décembre 2004 : plus de 1 500 personnes participent à une soirée de soutien au cours de laquelle la façade du bâtiment est symboliquement repeinte en noir.
À la suite de cette mobilisation, des négociations sont engagées avec la Ville de Paris et le ministère de la Culture. Une programmation transitoire (« de convalescence ») est relancée dès janvier 2005. Cette phase marque la fin du cycle porté par l’équipe fondatrice, et le début d’une nouvelle direction artistique à partir de 2008, sous la conduite d’Arnaud Perrine.
Cette période fondatrice (1992–2005) est souvent citée comme emblématique des « lieux intermédiaires » à Paris, à la fois incubateurs artistiques, espaces de création pluridisciplinaire et moteurs d’expérimentation culturelle.
La salle connait des difficultés financières entre 2005 et 2009, la fermeture étant même évoquée,.
En 2009 la salle rouvre après une période de travaux destinés à améliorer plusieurs aspects de la salle dont la capacité d’accueil, la visibilité et la diffusion sonore. Les designers nantais Aquabassimo ont scénographié ces changements. À la rentrée 2010, Glazart a confié les couleurs de sa façade au collectif TRBDSGN.

## Musique & Arts visuels
Cypress Hill, Ben l’Oncle Soul, The Hacker, Dub Trio, Arnaud Rebotini, Beat Torrent, Mad Professor, The Melvins, Roy Ayers, The Pains of Being Pure at Heart, Tambour Battant, Foreign Beggars, Akphaezya, Laurent de Wilde, Mondkopf, Sydney Valette, dDamage, Dark Dark Dark, John Lord Fonda...
Sa programmation mélange ainsi electro, funk, post-rock, drum and bass, metal, reggae, dubstep, noise, hip-hop, trance...
Le Glazart propose aussi des rendez-vous et des espaces pour les arts visuels et graphiques : Projections vidéo, expositions temporaires, scénographies...

## La Plage

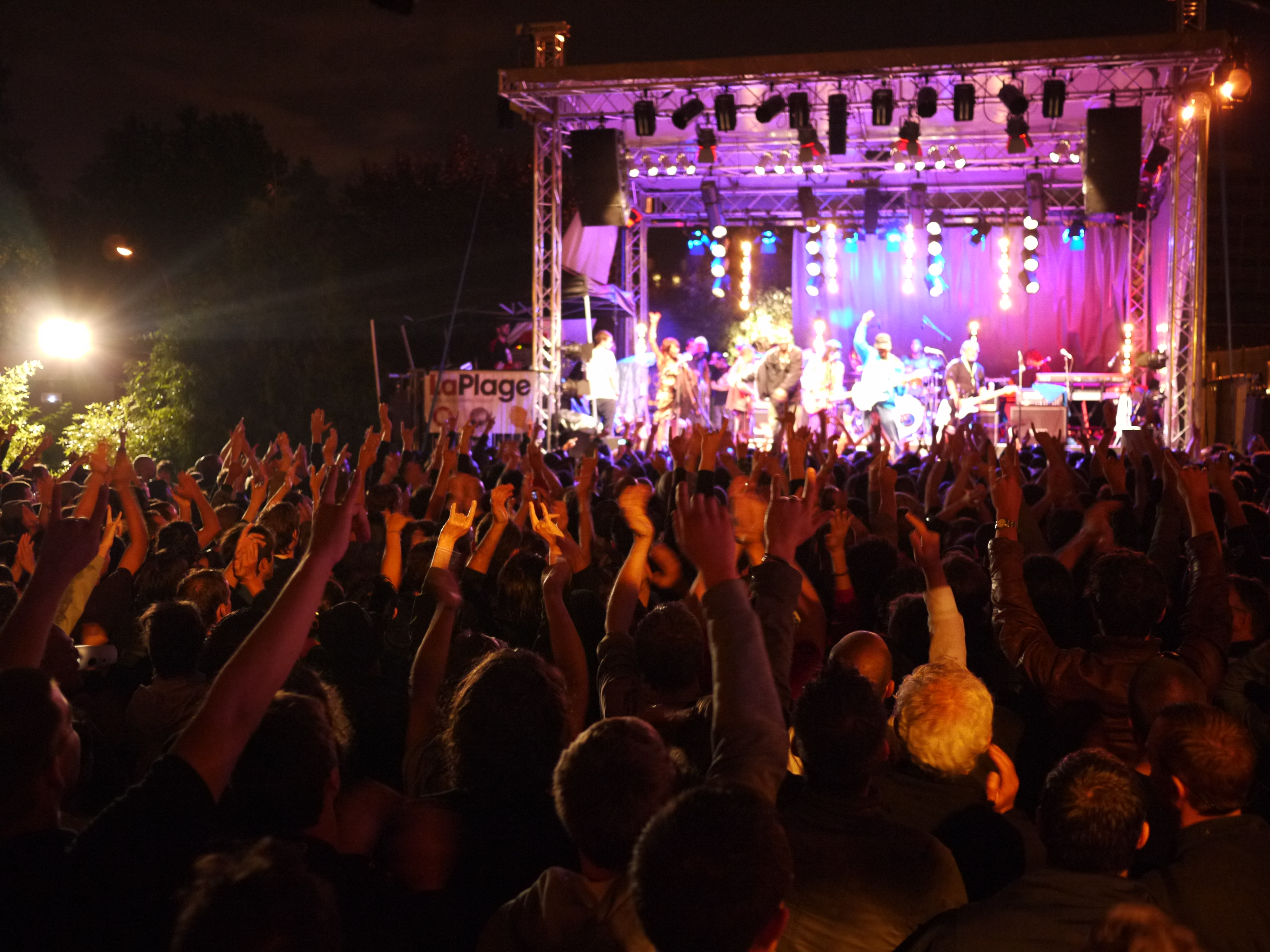

La Plage est un espace de 800 m2 en plein air, recouvert de sable. Elle accueille en moyenne 25 000 personnes chaque année. La programmation mélange concerts, apéros clubbing, showcases, soirées pétanque, animations, après-midis pour les enfants, brunches, etc. 
Sur cette scène en plein air se sont déroulés, entre autres, les concerts de George Clinton & Parliament / Funkadelic, Roy Ayers, Toots & The Maytals, Everlast, Dum Dum Girls, Good Charlotte, Balkan Beat Box, The Gladiators, Electric Electric...